# Ardusson
Der Ardusson ist ein Fluss in Frankreich, der im Département Aube in der Region Grand Est verläuft. Er entspringt im Gemeindegebiet von Saint-Flavy, entwässert generell in nordwestlicher Richtung und mündet nach rund 28 Kilometern im Gemeindegebiet von Nogent-sur-Seine, als linker Nebenfluss in die Seine.

## Orte am Fluss
- Saint-Flavy
- Marigny-le-Châtel
- Saint-Martin-de-Bossenay
- Ferreux-Quincey
- Saint-Aubin
- Nogent-sur-Seine